# اینچگری سامپرادایا

Shri Samartha Sadaguru Bhausaheb Maharaj

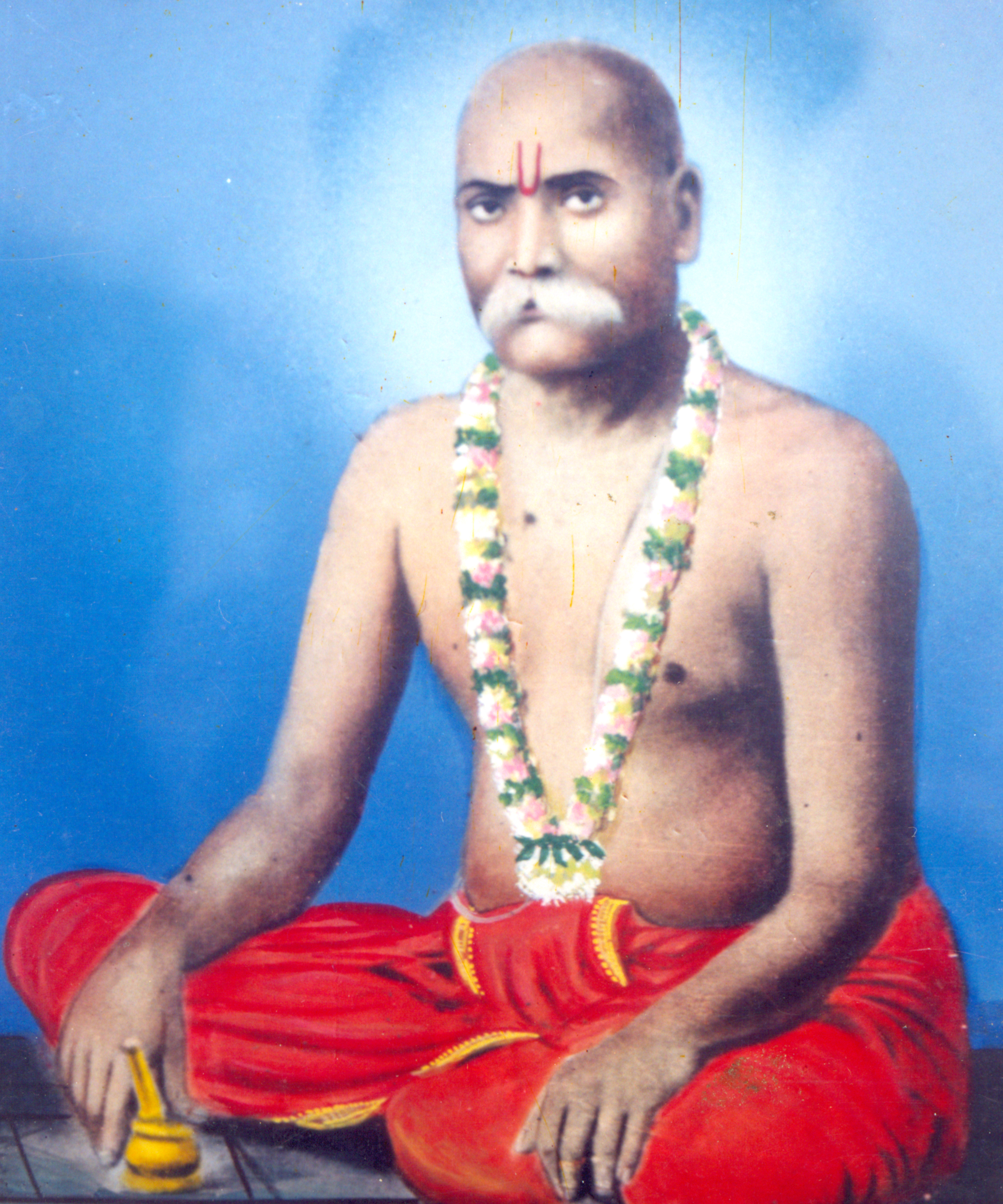
Shri Samartha Sadguru Ramachandrarao Maharaj Kupakaddi

Shri Samartha Sadaguru Siddharameshwar Maharaj

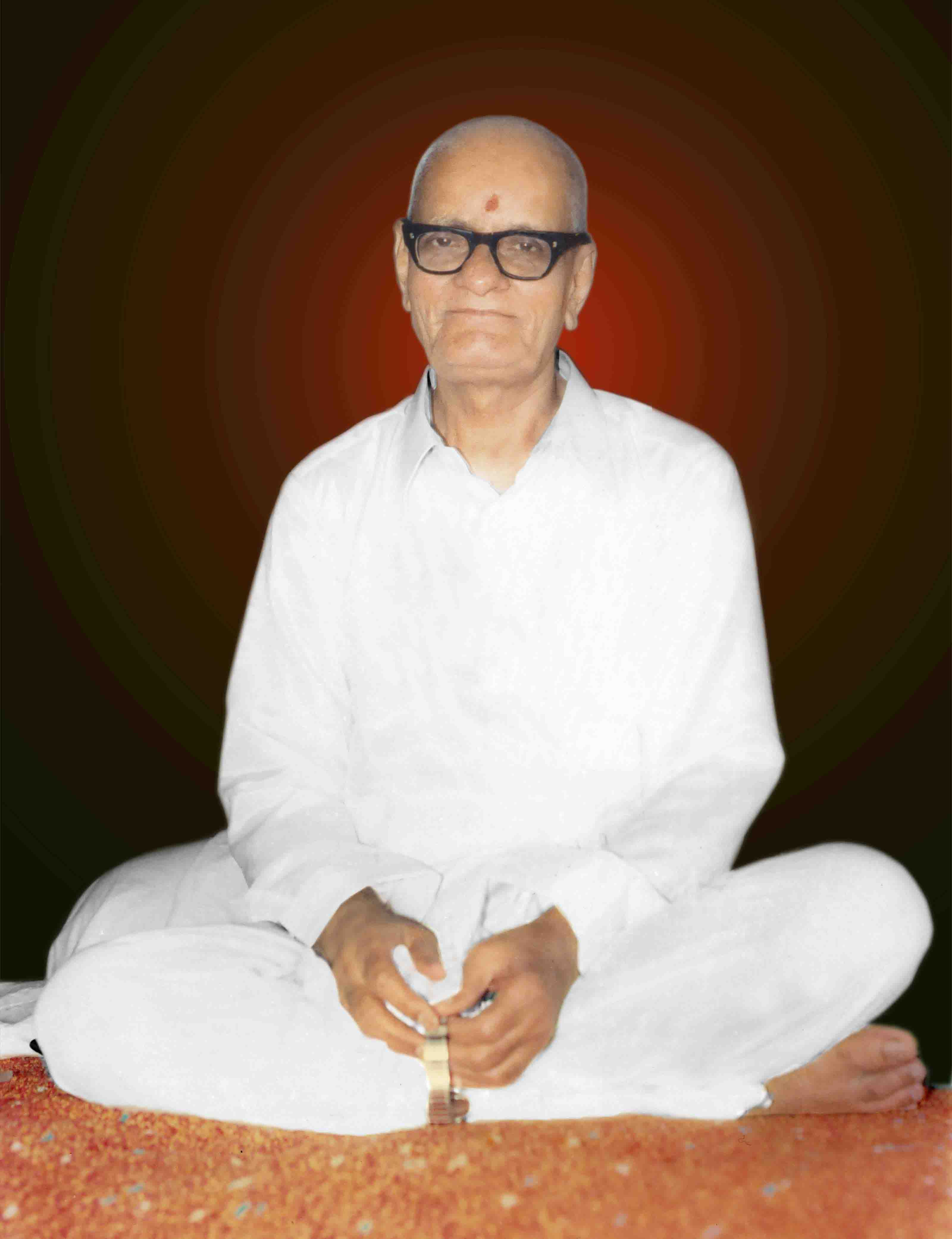
سری سامارتا ساداگورو گاناپاترائو Maharaj Kannur

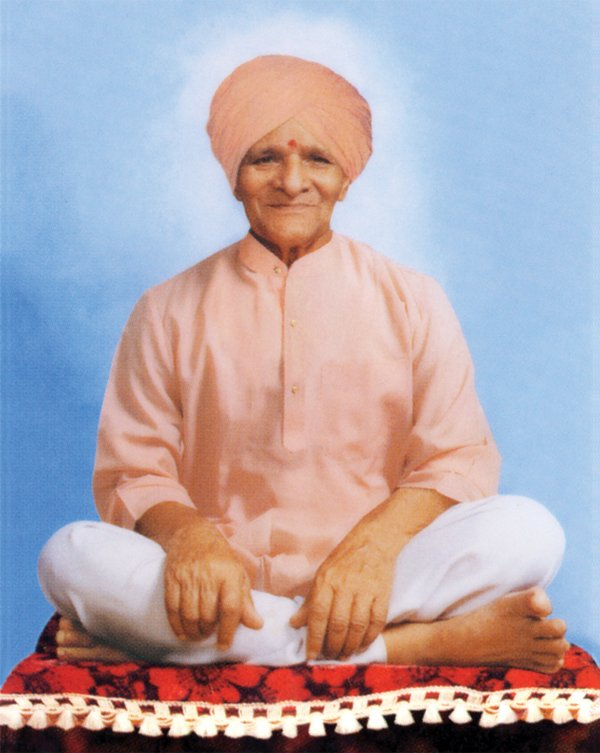
Shri Smarth Sadguru Muppin Kadsiddheshwar Maharaj

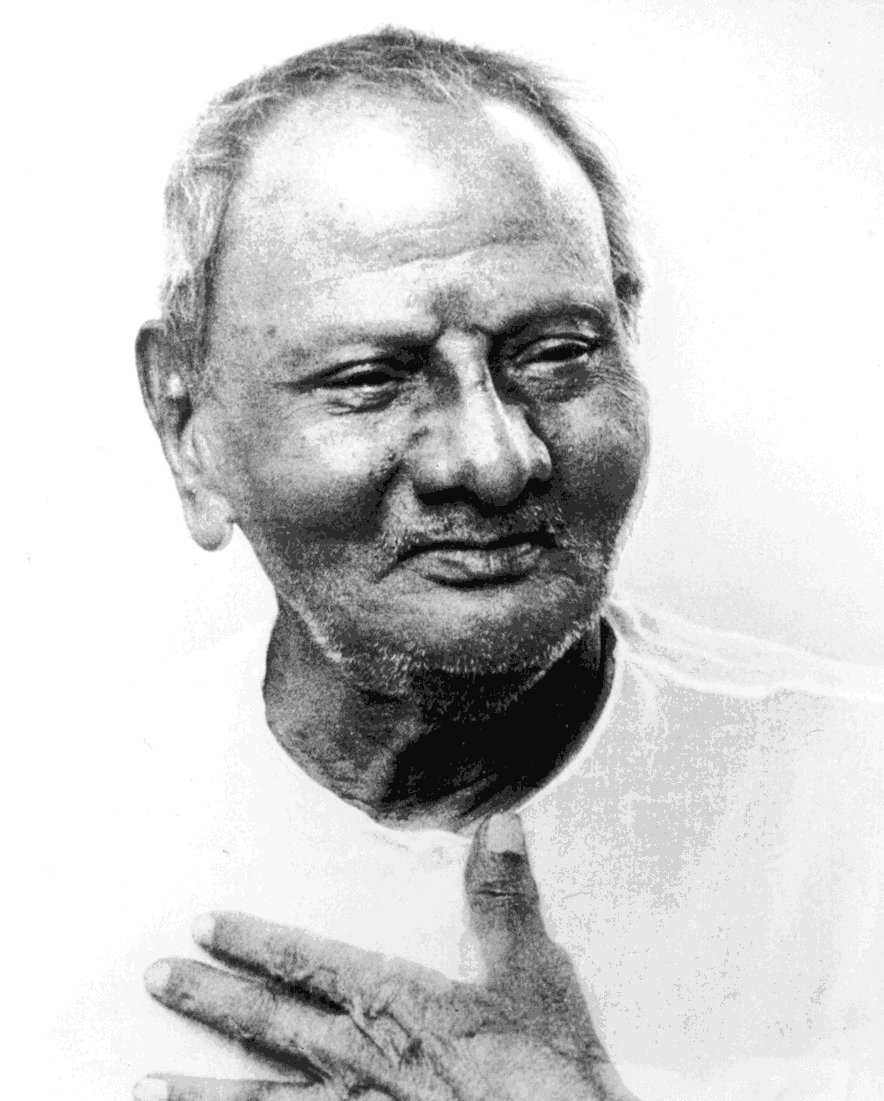
نیسارگاداتا ماهاراج

فرقه انچگری یا اینچگری سامپرادایا، که با نام نیمبارگی سامپرادایا نیز شناخته می‌شود، سلسله ای از آموزگاران ناونات هندو و لینگایات در مهاراشترا است که بوسیله شری بهوشاهب ماهاراج دایر شد.
شری نیسارگاداتا ماهاراج یکی از اساتید این سلسله بود که به دنبال محبوبیتش در فرنگستان، فرقه اینچگری سامپرادایا نیز به جهان فرنگ شناخته شد. 

## تاریخچه

### ناونات

#### داتاتریا
خاستگاه اساطیری اینچگری به آدی‌گورو شری داتاتریا نسبت داده می‌شود. کسی که ناونات، نه گوروی مقدس و فرقه ی نه‌گورو را به هندو ها معرفی کرد.

## سرچشمه
1. ↑  «Bhausaheb Maharaj Umadi Karnataka - Bhakti Marg». web.archive.org. 2018-10-20. بایگانی‌شده از اصلی در ۲۰ اكتبر ۲۰۱۸. دریافت‌شده در 2021-08-20. تاریخ وارد شده در |archive-date= را بررسی کنید (کمک)
2. 1 2  Frydman 1987.
3. ↑  «lineage». nisargadatta.net. دریافت‌شده در ۲۰۲۱-۰۸-۲۰.